# Henderson (Pitcairn-øerne)
 For alternative betydninger, se Henderson. (Se også artikler, som begynder med Henderson)
Henderson er en ø i øgruppen Pitcairn i det sydlige Stillehav. Øen er et britisk oversøisk territorium.
Henderson er den største ø i øgruppen, men har ingen naturlig havn, og er bl.a. af denne grund ubeboet.

Øen Henderson er i 1988 optaget på UNESCO's verdensarvsliste.

## Plasticforurening
Selv om Henderson er en af de mest afsides øer i verden, undgår den ikke menneskeskabt forurening, og det anslås at øen er dækket af 37 millioner stykker plastic.